# Język muna
Język muna (moena), także wuna (woena) – język austronezyjski używany w indonezyjskiej prowincji Celebes Południowo-Wschodni, zwłaszcza na wyspie Muna. Według danych z 2007 r. posługuje się nim 300 tys. osób.
Poza Muna obszar jego użytkowania obejmuje także archipelag Tiworo, wyspy Tobea Besar, Kadatua i Siompu oraz fragment zachodniego wybrzeża wyspy Buton. Pewni jego użytkownicy zamieszkują również miasto Ambon na Molukach.
Sami użytkownicy określają swój język (oraz wyspę i grupę etniczną) jako „wuna”. Nazwa „muna”, przeważająca w literaturze, została nadana przez osoby z zewnątrz. Samo słowo wuna znaczy tyle, co „kwiat”.
Dzieli się na dwa główne dialekty: północny (o charakterze prestiżowym) i południowy (duży kompleks dialektalny, rozpada się na wiele mniejszych odmian). Niewielki dialekt tiworo jest bliski północnemu. Region charakteryzuje się złożoną sytuacją dialektalną, gdzie granice między językami nie zawsze są jasne, a dostępne informacje nt. poszczególnych odmian językowych bywają silnie ograniczone; w latach 80. XX w. zidentyfikowano szereg powiązanych genealogicznie odmian, które dają się klasyfikować jako odrębne języki . Najbliżej spokrewniony język to pancana.
W muna zidentyfikowano zapożyczenia z języków lokalnych: wolio, bugijskiego i makasarskiego, a także dużą grupę słownictwa malajskiego i niderlandzkiego. Pewne elementy leksykalne łączą muna z językami północnohalmaherskimi (jak ternate i sahu) oraz odmianami malajskiego z Moluków. Malajski pośredniczył w zapożyczaniu większości wyrazów niderlandzkich. Najnowszym źródłem pożyczek, w dużej mierze nieadaptowanych fonologicznie, jest narodowy język indonezyjski.
W latach 80. XX w. pozostawał w powszechnym użyciu, aczkolwiek przede wszystkim na terenach wiejskich. W mieście Raha już wtedy dominował język indonezyjski, zarówno wśród migrantów, jak i wśród osób z ludu Muna. Doniesienia z 2011 r. sugerują, że w niektórych rodzinach (zwłaszcza na obszarze dialektu południowego) doszło do zaniku przekazu międzypokoleniowego, na korzyść wzrastającej roli języka narodowego.
Badania nad językiem muna prowadził René van den Berg (1985–1986). Ich owocem stało się opracowanie gramatyczne A Grammar of the Muna Language (1989) . Sporządzono dwa słowniki zatytułowane Kamus Muna-Indonesia (1985, 2000)   oraz słownik Muna-English Dictionary (1996). Słownik z 1985 r., powstały pod auspicjami Pusat Pembinaan dan Pengembangan Bahasa, był pierwszą tego typu publikacją poświęconą językowi muna. Obszerniejszy słownik z 2000 r., będący wynikiem współpracy René van den Berga z lokalnym autorem La Ode Sidu, zawiera dane z dialektu północnego, który funkcjonuje jako standard. Wcześniejsze materiały nt. muna ograniczały się do krótkiej analizy fonologicznej (1914) oraz pobieżnych prac w języku indonezyjskim (z lat 60.–80. XX w.).
Jest zapisywany alfabetem łacińskim, niemniej jego forma pisana spotykana jest rzadko. W odróżnieniu od języka wolio nigdy nie służył jako język literacki.